# Đurinac (Svilajnac)
Pour les articles homonymes, voir Đurinac.
Đurinac (en serbe cyrillique : Ђуринац) est un village de Serbie situé dans la municipalité de Svilajnac, district de Pomoravlje. Au recensement de 2011, il comptait 245 habitants.

## Démographie
| 1948 | 1953 | 1961 | 1971 | 1981 | 1991 | 2002 | 2011 |
| ---- | ---- | ---- | ---- | ---- | ---- | ---- | ---- |
| 613  | 636  | 597  | 543  | 499  | 421  | 309  | 245  |

|  |